# Rijksheerlijkheid Reichenstein

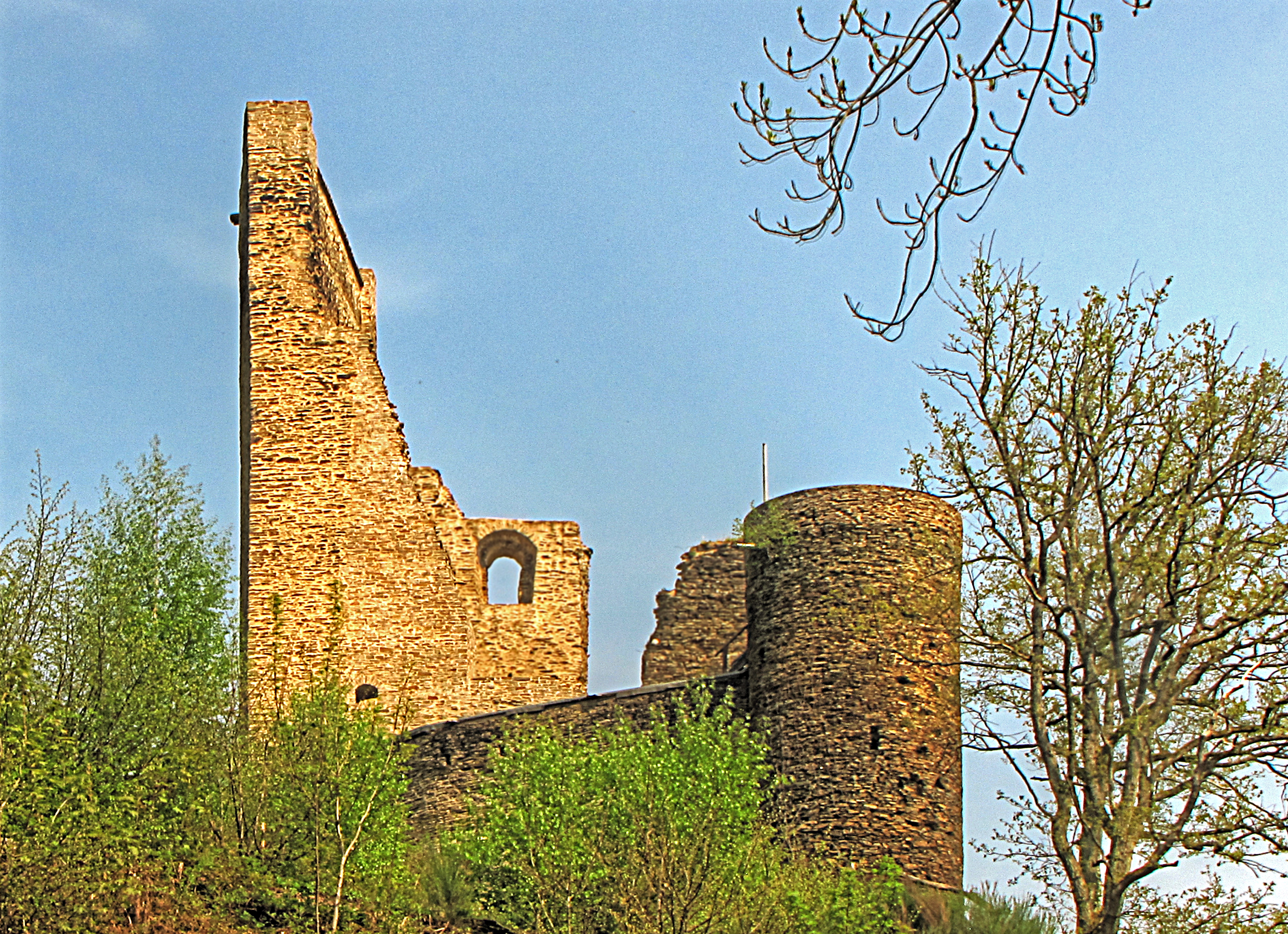
Ruïne van de burcht Reichenstein

Reichenstein was een tot de Nederrijns-Westfaalse Kreits behorende rijksheerlijkheid binnen het Heilige Roomse Rijk.
De heerlijkheid Reichenstein had haar stamzetel op de burcht Reichenstein bij Puderbach in het Westerwald (Rijnland-Palts).
Sinds 1480 bestond de heerlijkheid alleen nog maar uit de burcht en 2,5 voet voor de ringmuur.
Nadat de familie van Reichenstein in 1511 was uitgestorven, viel Reichenstein terug aan de leenheer, de graaf van Wied en Runkel. De buiten gebruik zijnde bucht verviel daarna in sterke mate.
In juli 1688 verkocht de graaf van Wied de ruïne aan Frans, vrijheer van Nesselrode en Trachenfels, voor 6.000 daalders, op voorwaarde dat hij de burcht nooit zou herbouwen.
Frans werd op 19 december 1689 in de rijksgravenstand verheven en kreeg een zetel in bank van de graven van Westfalen in de Rijksdag en een zetel in de Nederrijns-Westfaalse Kreits.
In 1776 stierf de familie Nesselrode-Reichenstein uit. De heerlijkheid Reichenstein (of alleen de titel?) ging over aan de tak van de familie Nesselrode die de rijksheerlijkheden Landskron en Rhade bezat (beide gelegen in Westfalen en niet bij een Kreits ingedeeld). De rijksheerlijkheid Landskron werd in 1795 door Frankrijk ingelijfd.
In de Reichsdeputationshauptschluss van 25 februari 1803 werd geregeld dat de graaf van Nesselrode-Reichenstein voor het verlies van Burgfrei en Mechernich op de linker Rijnoever een jaarlijkse uitkering kreeg van 260 gulden.
Bij de vorming van de Rijnbond in 1806 werd Reichenstein bij het hertogdom Nassau en rijksheerlijkheid Rhade bij het groothertogdom Berg gevoegd.
Opmerkelijk is dat deze bezittingen niet in de Rijnbondsacte werden vermeld bij de te mediatiseren gebieden. Kennelijk werden ze tot de rijksridderschap gerekend. De graven behoorden later ook niet tot de gemediatiseerde adel.
De laatste graaf, Johan Frans Josef, bekleedde belangrijke functies in dienst van het keurvorstendom Keulen en was later minister in het groothertogdom Berg. Na de val van Napoleon leidde hij een teruggetrokken leven.
In 1815 stond het hertogdom Nassau een deel van zijn gebied, waaronder Reichenstein, af aan het koninkrijk Pruisen.
Regenten
| regering  | naam                 | geboren    | overleden  | familie                           |
| --------- | -------------------- | ---------- | ---------- | --------------------------------- |
| 1689-1707 | Frans                | 22-6-1635  | 5-12-1707  |                                   |
| 1707-1740 | Bertram Karel        | 1672       | 1740       | zoon                              |
| 1740-1761 | Frans Bertram Arnold | 13-2-1697  | 27-4-1761  | zoon                              |
| 1761-1776 | Frans Willem Anton   | 19-12-1701 | 22-9-1776  | broer                             |
| 1776-1800 | Johan Willem Max     | 15-9-1726  | 18-7-1800  | tak Nesselrode-Landskron en Rhade |
| 1800-1806 | Johan Frans Josef    | 21-9-1755  | 24-10-1824 | zoon                              |